# Rodenbach
För andra betydelser, se Rodenbach (olika betydelser).

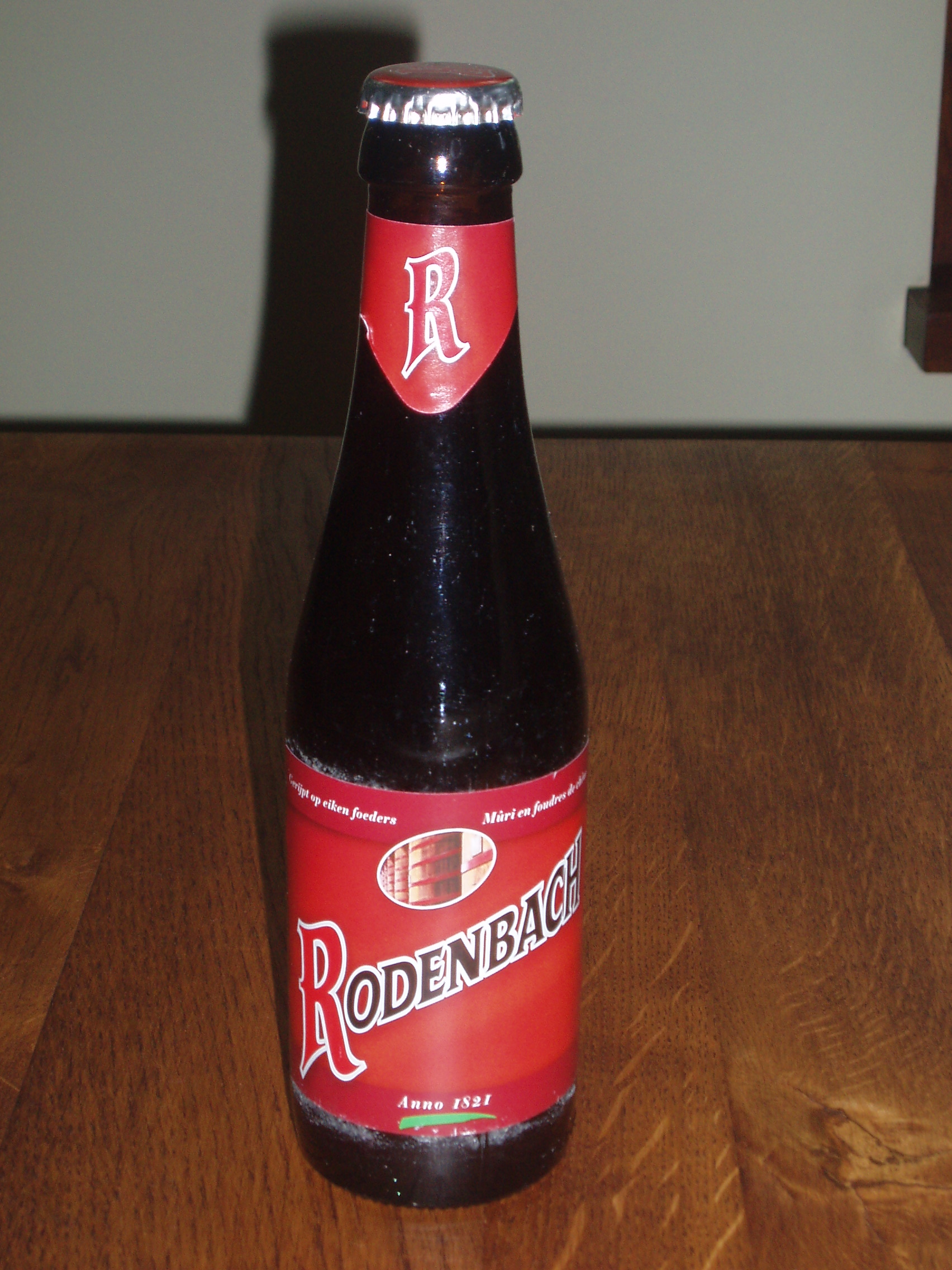
Rodenbach.

Rodenbach är ett öl som bryggs i Roeselare, Belgien. Ölet har en röd färg och en lätt syrlig smak.